# Werner Brenneisen
Hans Werner Brenneisen (* 5. Januar 1927 in Hannover; † 24. Dezember 2005 ebenda) war ein deutscher bildender Künstler und Glasmaler.

## Leben
Werner Brenneisen wuchs im hannoverschen Arbeiterbezirk Linden als Sohn des Glasmalers Otto Brenneisen und der Mutter Franziska Brenneisen auf. Mit 13 Jahren erfolgte die kriegsbedingte Kinderlandverschickung nach Prag. Im  Alter von 16 Jahren wurde er als Luftwaffenhelfer und mit 17 Jahren als Soldat an die Ostfront eingezogen. Nach kurzer Kriegsgefangenschaft, aus der er floh, kehrte er im Sommer 1945 nach Hannover zurück. Werner Brenneisen sah sich zugehörig zu dem, was der Soziologe Helmut Schelsky als die Skeptische Generation definierte.
Die Ausstellung „Befreite Kunst“ 1946 in Celle erlebte Brenneisen in solcher Tiefe, dass er beschloss, in aller Konsequenz freier, bildender Künstler zu werden. 1946 bis 1948 absolvierte er die Lehre als Glasmaler im väterlichen Betrieb in der Spinnereistraße. 1948 bis 1952 besuchte er die Werkkunstschule Hannover und wurde Meisterschüler von Adolf Vogel.  1953 bis 1956 fährt Werner Brenneisen für Studien mit dem Motorroller nach Frankreich, Belgien und Holland. Insbesondere Chartres, die Stadt der gotischen Kathedrale mit den leuchtenden Fenstern, inspirierte ihn. Nach der Rückkehr entstehen zahlreiche Glasfenster, Wandgestaltungen, später auch Betonreliefs und Mosaike.
1959 tritt er dem Bund Bildender Künstler (BBK) bei und erarbeitet 1961 für dessen „Freie Gruppe“ seine erste eigene Ausstellung zum Thema Ordnung und freies Spiel. 1962 übernimmt Brenneisen einen mehrjährigen Lehrauftrag an der Fachhochschule für Gestaltung in Hannover. Zu seinen Schülern gehören u. a. Gerd Stallbaum und  A. Wiard Wiards.
Ab 1970 besuchte Werner Brenneisen wiederholt die Vrije Academie in Den Haag, um dort Vorträge und Workshops über die Beziehungen von „Form und Inhalt“ zu halten. In der Folge verlegte er 1975 sein Atelier nach Den Haag in die Nieuwe Molstraat, wo er bis 2003 tätig war. Für die Vrije Academie lehrte er bis 1993 Zeichnen, Malerei und „vrije compositie“. 1978 folgte Werner Brenneisen einem Ruf der Open Academie Amsterdam, für die er als Dozent tätig war.

## Werk (Auswahl)
Werner Brenneisens Werk entwickelte sich von der expressionistischen Gegenständlichkeit über die Abstraktion hinein in kosmische Tiefe. Seine Bilder entziehen sich einer klaren Klassifikation. „Etwas total Mysteriöses kommt auf dem Gemälde von Brenneisen zum Vorschein, eine geheimnisvolle, atomare Konstruktion, die mit dem planimetrisch entworfenen Makrokosmos korrespondiert.“ (Gottfried Sello, im „Verzeichnis bildender Künstler in Hannover“)
Als Medien für seine Kirchenfenster dienten mundgeblasenes Antikglas, Schwarzlot, Zinn und Blei; für seine Bilder Modelliersubstrat, Kohle, schließlich die Leinwand und Acryl.
Werner Brenneisens Glasfenster sind geprägt durch expressiv surreale Darstellungsweise und hintergründige Symbolik. Gefasst sind sie in selbst gegossene und gedrehte Bleiprofile alter Bauhüttenschule, aber auch in Armier Eisen und Beton.  „Die frühmittelalterliche Kunst der Glasmalerei ist das große Vorbild für ihn. Nicht, dass er ihre Stilart kopierte - „der Stil muss aus dem Zeitgeist kommen“-; was ihn beeindruckt und anspornt, ist die geistige Durchdringung der frühen Zeugnisse der Glasmalerei, die Art, wie sie die Hingabe des Künstlers an das Werk, die Möglichkeit, Ideen auszudrücken, erkennen lassen.“ (Hannoversche Presse, 15./16. März 1958, S. 68)
Im Jahr 1954 erschuf Brenneisen das Pfingstfenster für den Altarraum der St.-Marien-Kirche im Ortsteil Grasdorf der Stadt Laatzen in der Region Hannover.
1957 gewann Brenneisen die anonyme Ausschreibung des Landes Niedersachsen zum Wiederaufbau des im Zweiten Weltkrieg zerstörten 4 × 14 Meter großen Ostfensters der Klosterkirche Amelungsborn in Holzminden. Es handelt in 48 Sequenzen von der Ankündigung der Geburt bis zur Erhöhung Christi auf den Richterstuhl.
Weitere Kirchenfenster entstanden für die Garnisonskirche in Celle, die Jakobikirche in Hannover/Kirchrode, die Epiphanias-Kirche in Hannover/[Sahlkamp], die St. Michael-Kirche in [Wietze] und die Gethsemanekirche Hannover/List. Für die Marktkirche Hameln entwarf Brenneisen 1959 das Rundfenster in der Sakristei mit der Darstellung der Kreuzigung Christi, sowie mehrere Ornamentfenster für das westliche Kirchenschiff.
1979 hatte Brenneisen Wohnung und Atelier unter der Adresse Allensteinweg 8 in Hannover.